# Kaple Pána Ježíše v Getsemanech
Kaple Pána Ježíše v Getsemanech se nachází ve Veslařské ulici v Brně-Žabovřeskách, nedaleko mostu přes řeku Svratku do Jundrova. Spadá pod římskokatolickou farnost Brno-Komín.

## Historie
Vznikla v roce 1947 přestavbou budovy Tělocvičné jednoty Orla, mše se zde denně sloužily do roku 1950. Kapli měli od počátku na starost Těšitelé Božského srdce Páně, jmenovitě P. Stanislav Šlapák a P. Jiří Eduard Krejčí. Po tzv. Akci K v roce 1950 sloužili mše v Jundrově po jedenáct let komínský farář P. Cyril Růžička a kaplan P. ThDr. Josef Bradáč.[zdroj⁠?!] Poté kaple sloužila věřícím jen sporadicky. Po roce 1989 však byl provoz obnoven, konají se zde nedělní a sváteční bohoslužby (v 8:30 hodin).

## Mobiliář
Oltář má dvě velké dřevěné plastiky. V presbytáři kaple se nachází základní kámen, který je určen pro stavbu jundrovského kostela nebo nové kaple. Posvětil jej papež Jan Pavel II. při své návštěvě České republiky v roce 1995. Je zde rovněž uložen zachovaný zvon z původní jundrovské kaple sv. Josefa, která byla v roce 1958 zbořena. V době Vánoc je v kapli vystavena plastika Narození Páně a po zbývající část roku výjev Ježíšovy agónie a modlitby v Getsemanské zahradě s nápisem „Bděte a modlete se se mnou“.